# Wendt (Adelsgeschlecht)

Stammwappen derer von Wendt

Wendt ist der Name eines alten westfälischen Adelsgeschlechts.

## Geschichte
Die Wendt waren seit dem 13. Jahrhundert in und um Lemgo begütert und gehören zum westfälischen Uradel. Das Geschlecht erscheint erstmals urkundlich 1231 mit Henricus Slavus und beginnt urkundlich 1248 mit dem Ritter Gottschalk Wend die ununterbrochene Stammreihe.
Ritter Heinrich I. von Wendt, ein Burgmann des Bischofs von Münster auf der Burg Stromberg, verlobte sich im Dezember 1330 mit Agnes, Tochter des Burggrafen Heinrich IV. von Stromberg.
Die Nachfahren spalteten sich später in die Crassensteiner, die Holtfelder und die Steinheimer Linie. Ein 1450 gegründeter Familienverein sollte die Linien zusammenhalten.
1535 wandte sich die Familie von Wendt zu Crassenstein der Reformation zu. Die Familie von Wendt-Holtfeld blieb katholisch. Die Crassensteiner Line lebte auf Schloss Crassenstein und starb 1710 aus. Ihr Besitz fiel z. T. an die Linie Holtfeld, die Ende des 19. Jahrhunderts ausstarb. Ihre Besitzungen fielen an die Grafen de Marchant et d’Ansembourg. Zu Beginn des 18. Jahrhunderts geriet die Linie Wendt-Holtfeld-Crassenstein in Konkurs, aus dem sie sich erst Anfang des 19. Jahrhunderts befreien konnte.
Die Steinheimer Linie hatte ihren Sitz auf der 1639 zerstörten fürstbischöflich paderbornischen Drostenburg in Steinheim (Westfalen).
Der Kaiserliche General-Wachtmeister Johann Adam Freiherr von Wendt auf Wendhausen, Gymerich und Rottenkirchen wurde 1715 in den Reichsgrafenstand erhoben.

## Besitzungen
Schloss Crassenstein wurde 1419 von Heinrich III. von Wendt gekauft. 1497 erbte die Familie Schloss Holtfeld und 1697 Schloss Hardenberg (Velbert) mit der Herrschaft Hardenberg einschließlich Haus Achternberg. 1674 wurde Haus Horst (Essen) erworben und blieb bis 1910 im Familienbesitz. 1860 erwarb Oswald von Wendt auch Schloss Borlinghausen. Mit seinem Tod 1877 erbte seine Schwester Leonie die Güter Crassenstein, Holtfeld, Hardenberg, Horst und Borlinghausen und brachte sie an die Familie ihres Mannes, des niederländischen Grafen Oscar Laurent de Marchant et d’Ansembourg. Ihre Erben verkauften diese Besitzungen nach und nach. Das Haus Achternberg musste schon 1750 im Zuge des Konkurses der Familie verkauft werden.

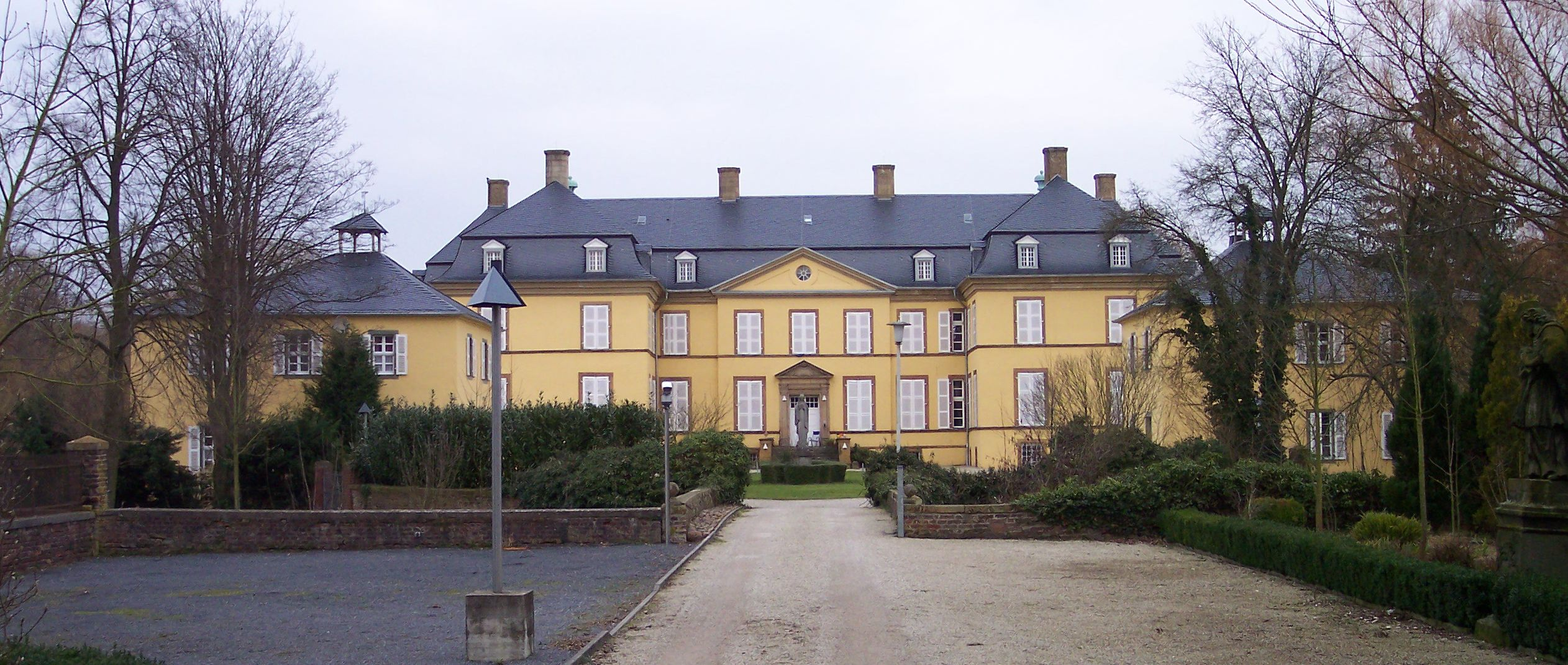
Schloss Crassenstein
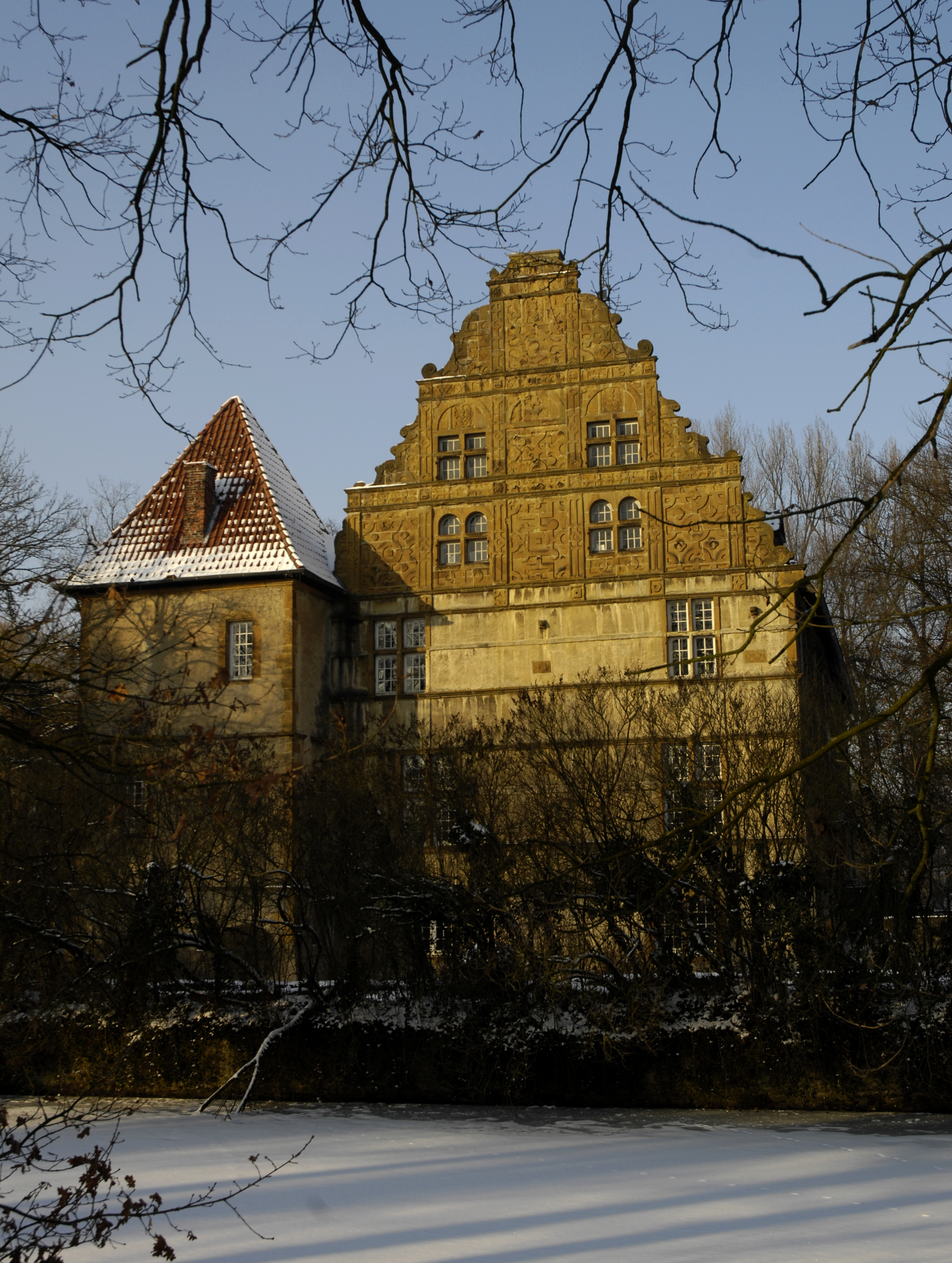
Schloss Holtfeld
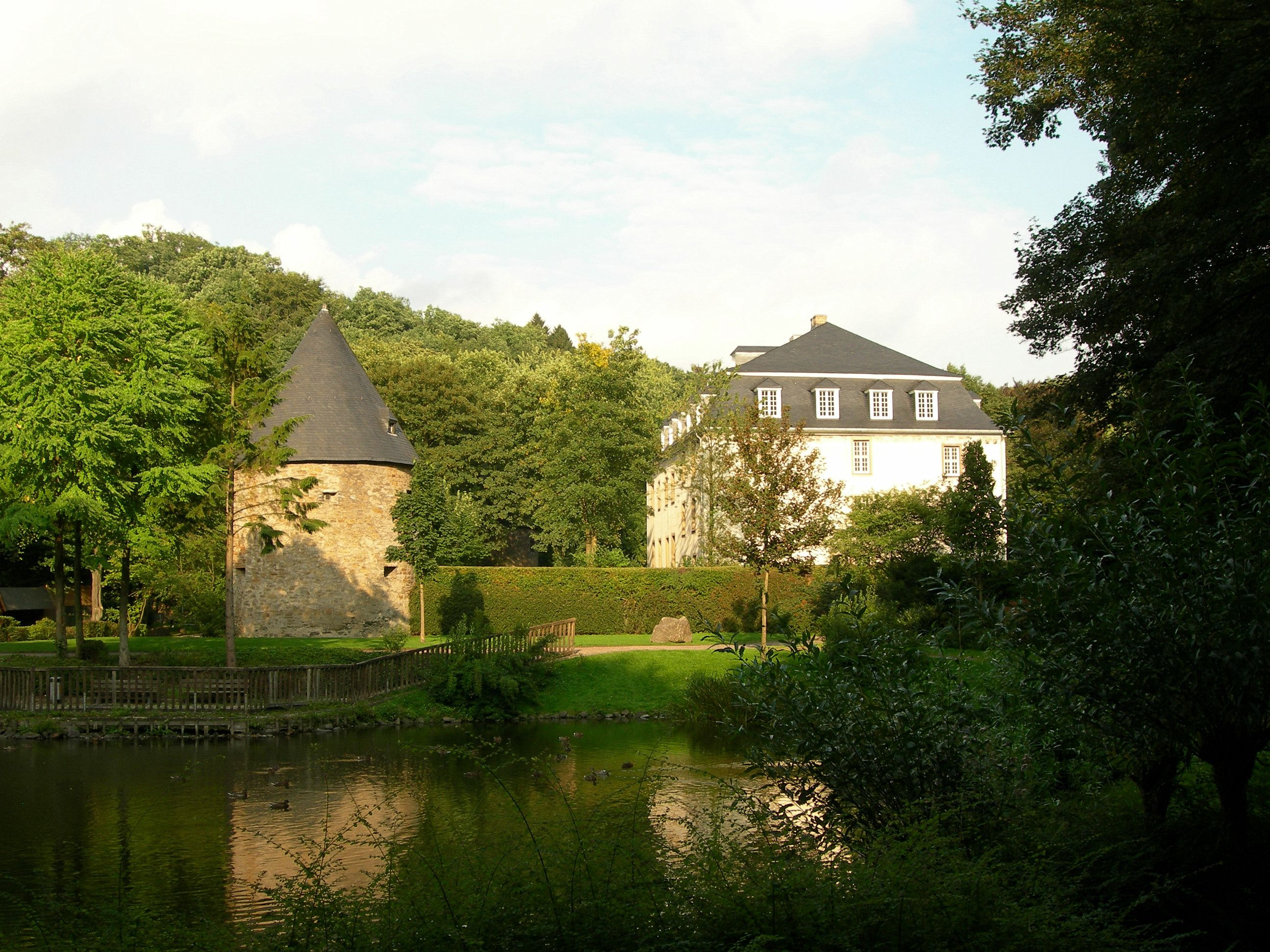
Schloss Hardenberg (Velbert)
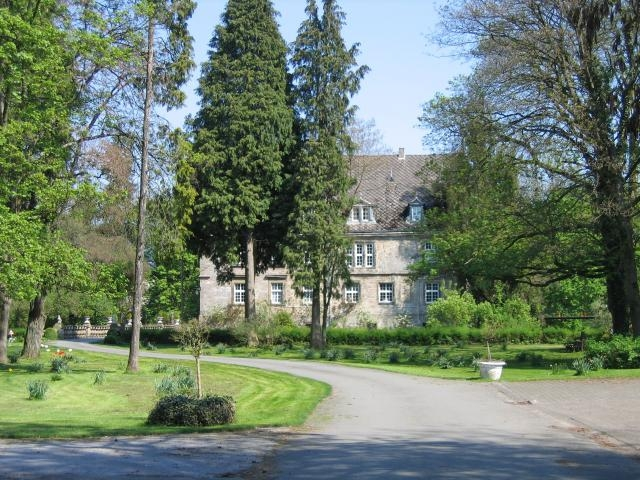
Schloss Borlinghausen

Schloss Gevelinghausen mit Wiggeringhausen befand sich seit 1796 im Besitz der Papenhausener Linie der Familie. 1838 wurde zudem Schloss Schellenstein erworben. Gevelinghausen zusammen mit den Gütern Schellenstein, Gierskopp, Wiggeringhausen und Papenhausen mussten 1985 von Karl von Wendt im Zuge des Bankrotts seines Freizeitparks Fort Fun Abenteuerland verkauft werden. Maximilian Freiherr von Wendt-Papenhausen erwarb 1978 die Burg Boetzelaer.

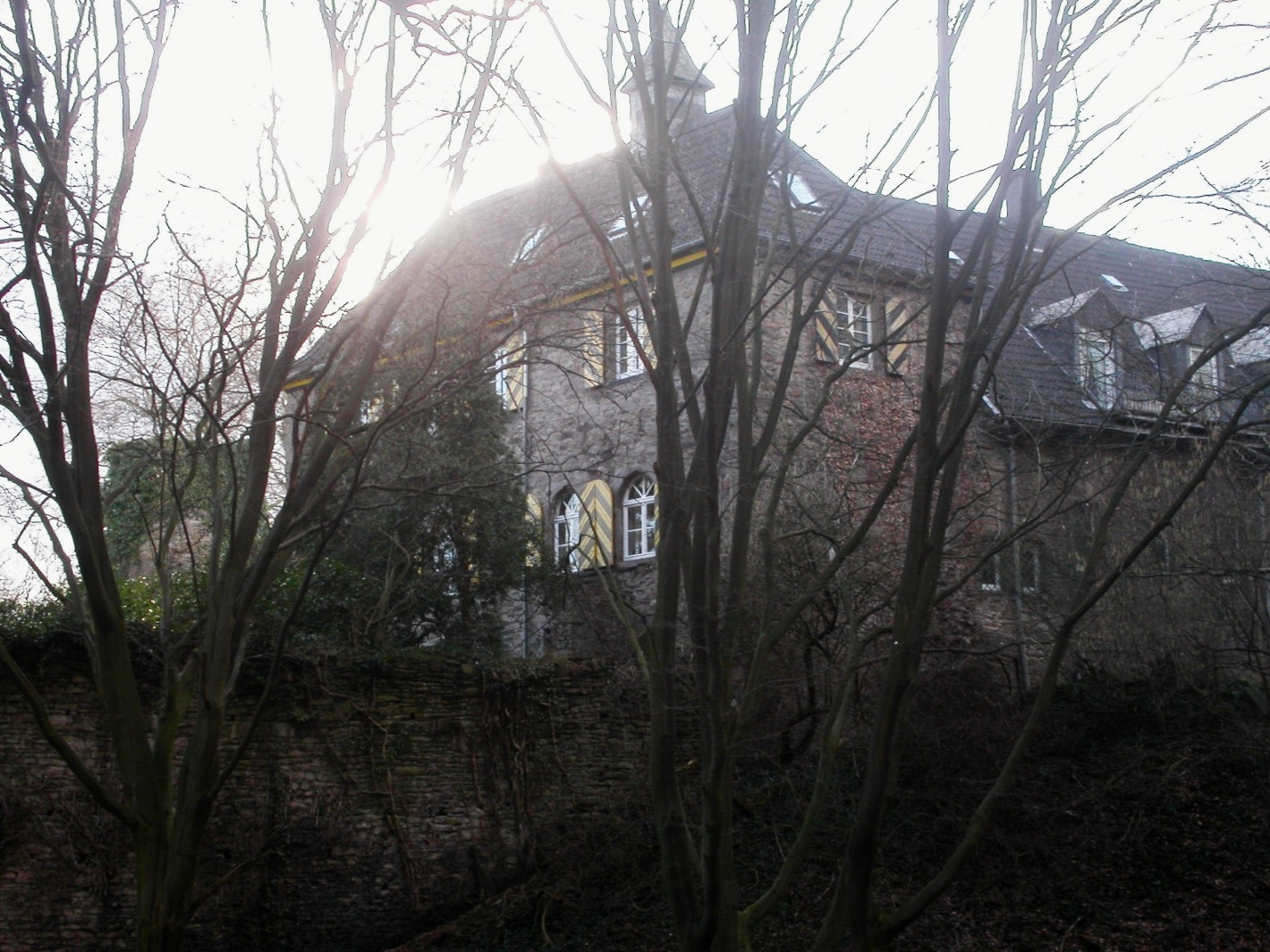
Haus Horst (Essen)
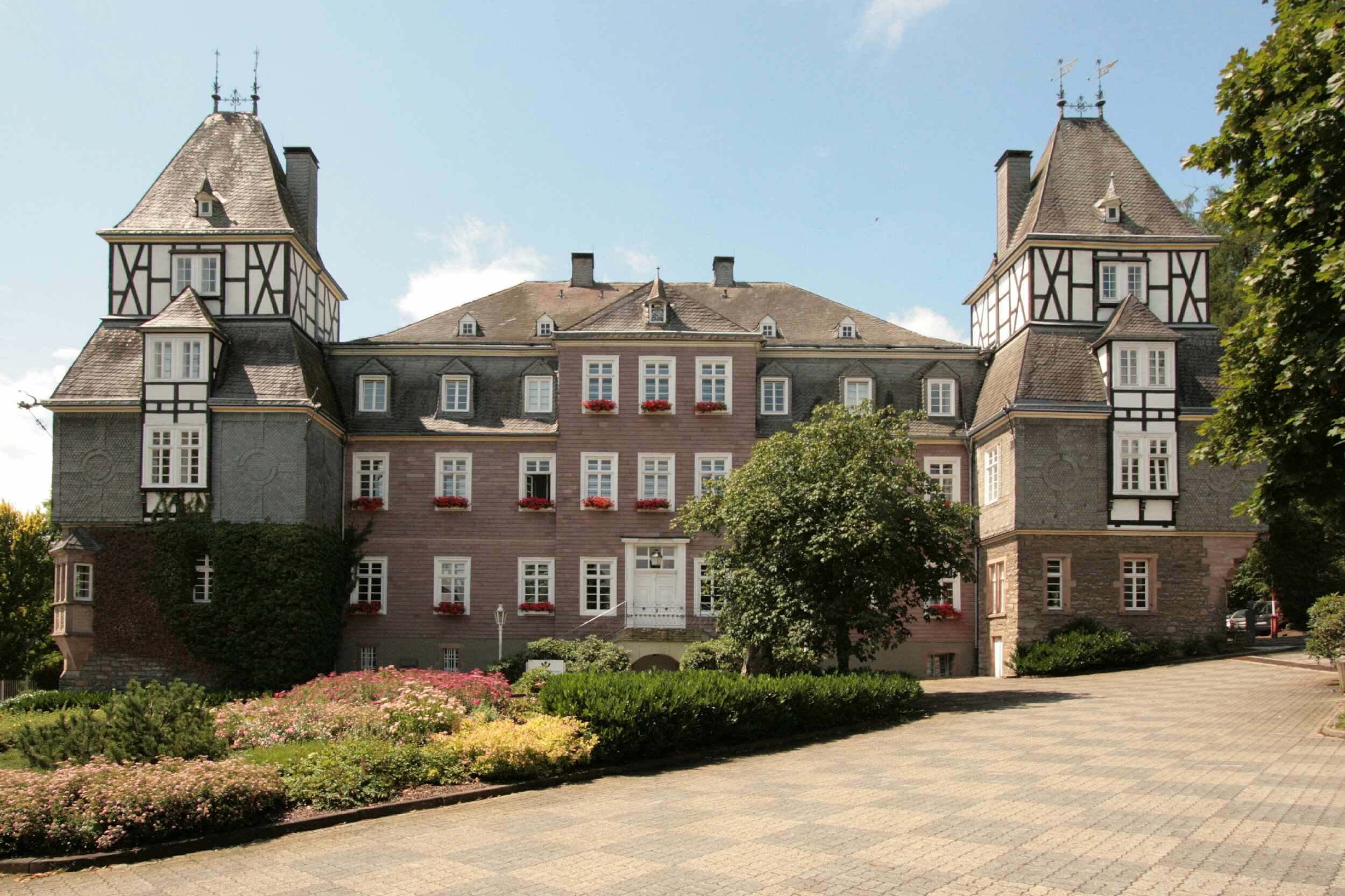
Schloss Gevelinghausen
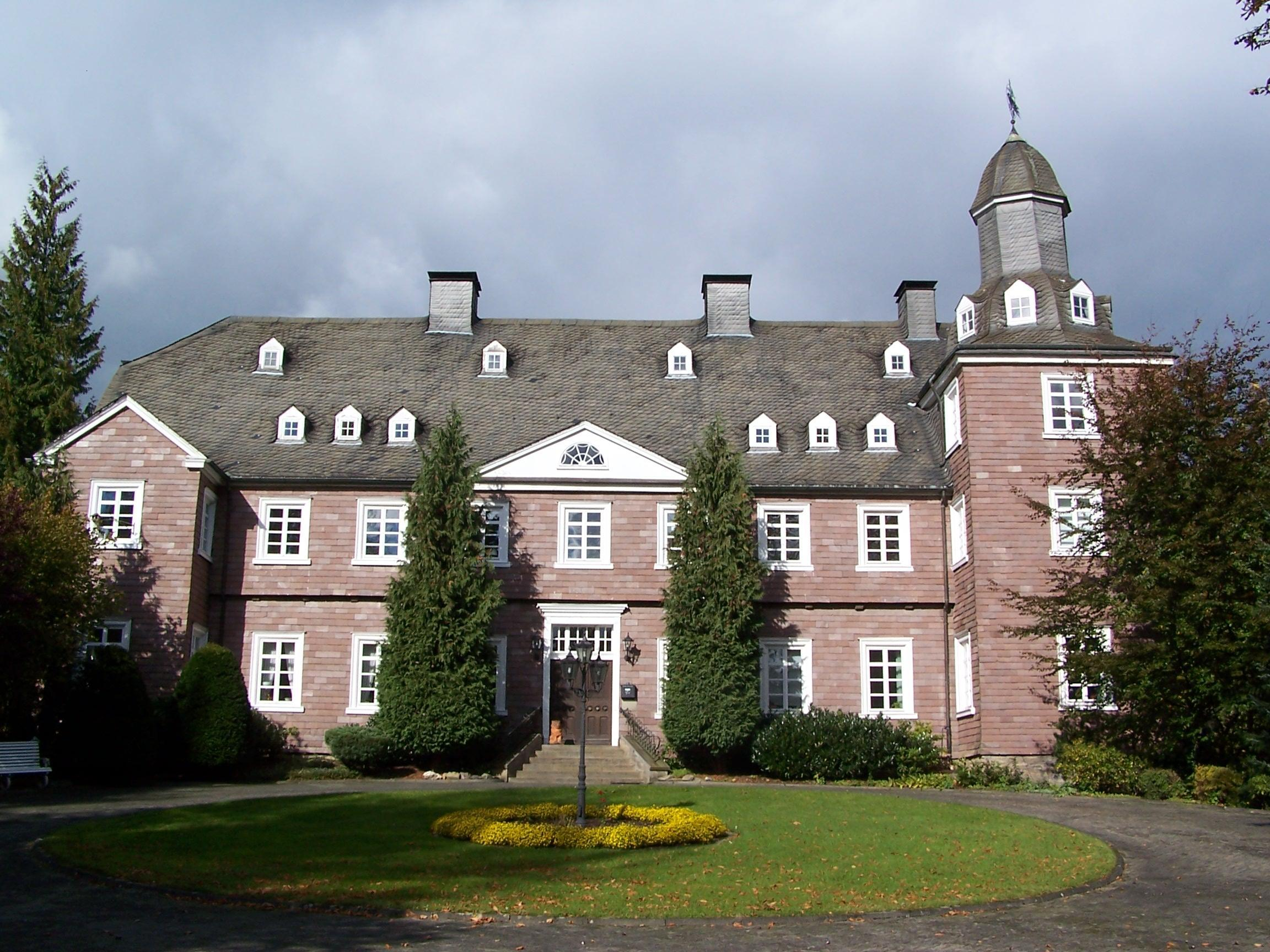
Schloss Schellenstein
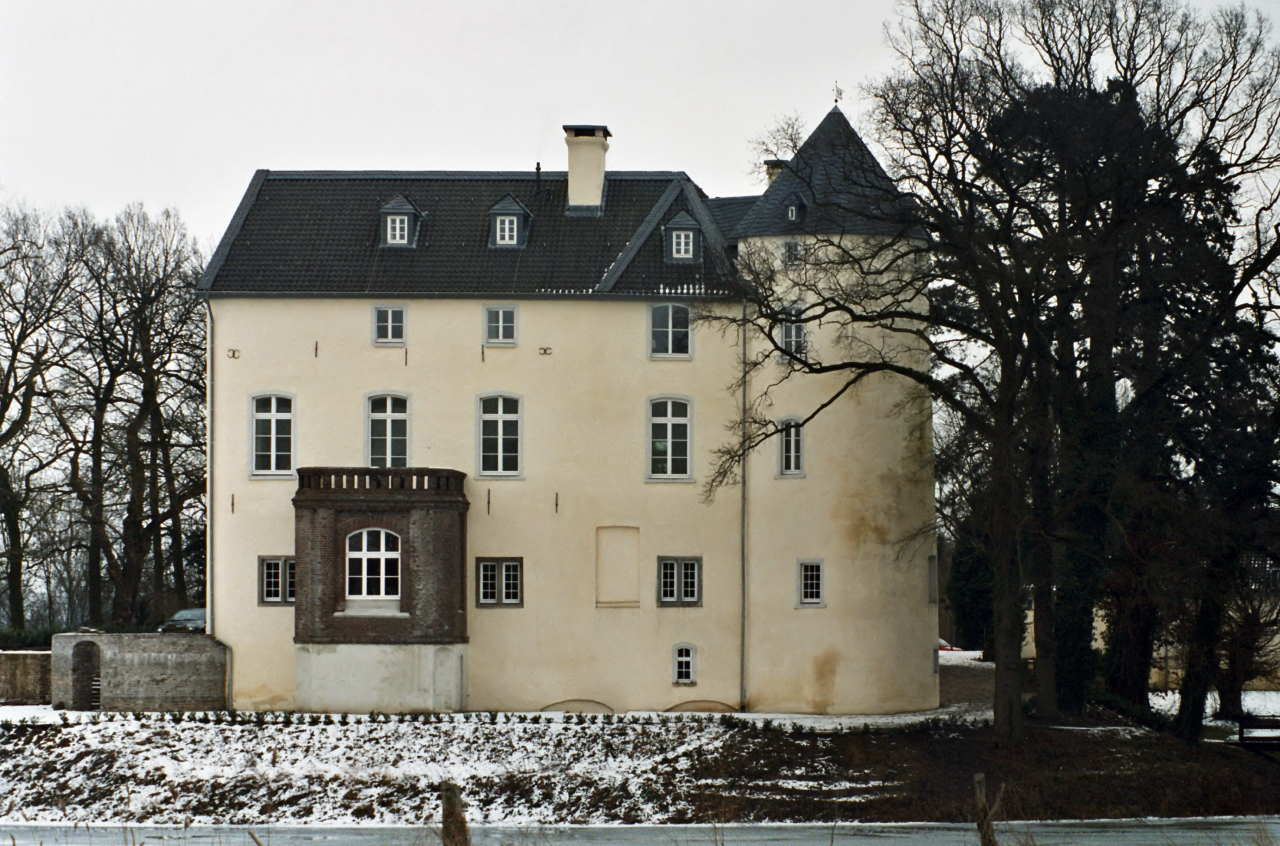
Burg Boetzelaer

## Wappen
Das Stammwappen zeigt in Gold drei (2:1) von Silber und Blau gespaltene Eisenhüte mit roter Quaste und Sturmband. Auf dem Helm mit blau-goldenen Decken ein weiterer Eisenhut ohne Quaste, besteckt mit drei natürlichen Pfauenfedern.
Das Wappen gehört mit dem derer von Ketelhodt, von Hemmerde und von Wandthoff zu einer westfälischen Wappenfamilie, ohne dass ein agnatischer Zusammenhang dieser Geschlechter nachweisbar ist.

## Personen
- Heinrich I. von Wendt (verlobt mit Agnes, Tochter des Burggrafen Heinrich IV. von Stromberg im Dezember 1330)
- Franz III. von Wendt zu Crassenstein (verheiratet 1598 mit Anna von Ketteler zu Neu-Assen und Schulenburg[4], vermutlich Erbauer des jetzigen Schlosses Crassenstein, Tochter unter anderem Maria Theresia Amelia von Wendt).
- Franz Karl von Wendt (1675–1748), Kurhannoverscher General und Regimentschef des Dragonerregiment Nr. 1
- Amalie Sophie von Wallmoden, geb. von Wendt (1704–1765), Mätresse des britischen Königs Georg II.
- Johann Adam Freiherr von Wendt auf Wendhausen, Gymerich und Rottenkirchen (wird 1715 in den Reichsgrafenstand erhoben)

Linie Steinheim
- Franz Freiherr von Wendt (1800–1870)
  - Carl Hubert Freiherr von Wendt (1832–1903), deutscher Gutsbesitzer und Politiker der Zentrumspartei
    - Conrad Freiherr von Wendt (1872–1945), deutscher Sozial-Lobbyist
- Carl Freiherr von Wendt-Papenhausen († im Zweiten Weltkrieg als Rittmeister in Russland)
  - Karl von Wendt (1937–2006), deutscher Autorennfahrer und Unternehmer
    - Karl-Ludwig Freiherr von Wendt (* 1960), deutscher Schriftsteller (Pseudonym: Karl Olsberg) und Unternehmer

Linie Crassenstein
- Wilhelm Wendt zu Crassenstein (1603–1644)
- Franz Egon I. von Wendt (verstarb kinderlos)

Die Linie erlosch 1710.
Linie Holtfeld
- Jobst Dietrich von Wendt († 1714, erwarb 1673 Haus Horst in Essen und Haus Hardenberg in Berg)
  - Franz Wilhelm von Wendt († 15. Mai 1717)
    - Franz Egon II von Wendt († 1742, erbt Crassenstein)
    - Franz Arnold († 1768)
      - Clemens August († 1791)
        - Friedrich Wilhelm Freiherr von Wendt zu Holtfeld, Herr zu Hardenberg, Horst, Crassenstein, Heege, Bökenförde, Altendorff etc. (verlegte 1808 den Hauptsitz der Familie nach Crassenstein)
          - Rudolph Freiherr von Wendt (1813–1863), Mitglied des preußischen Herrenhauses